# En équilibre
En équilibre is een Franse film van Denis Dercourt die werd uitgebracht in 2015.
Het scenario is losjes gebaseerd op de roman Sur mes quatre jambes van Bernard Sachsé en Véronique Pellerin. Sachsé was ook artistiek en technisch raadgever voor de paardenscènes. 

## Samenvatting
Marc is een gelukkig man die van zijn passie voor paarden zijn beroep heeft gemaakt. Hij verdient goed zijn kost als paardenstuntman. Tijdens een filmopname slaat het onheil toe: zijn paard Othello steigert onverwachts, wipt hem uit het zadel en trapt hard op zijn rug. Hij houdt er een verlamd onderlichaam aan over. Na een lange revalidatieperiode wordt Marc weer thuisgebracht, in een rolstoel. Hij weigert zich echter neer te leggen bij het feit dat hij nooit meer Othello zal berijden. Koppig en hardnekkig probeert hij weer op zijn paard te rijden. 
Hij krijgt weldra het bezoek van Florence, de vertegenwoordigster van de verzekeringsmaatschappij die belast is met zijn zaak. Ze probeert zoveel mogelijk schade-uitkering voor haar cliënt vast te krijgen, temeer omdat ze sympathie en genegenheid voor Marc begint op te vatten. Dat zal haar niet in dank worden afgenomen door haar overste. De kortstondige ontmoeting tussen Marc en Florence brengt hen aanvankelijk uit evenwicht.

## Rolverdeling
- Albert Dupontel: Marc
- Cécile de France: Florence
- Marie Bäumer: Alexandra
- Patrick Mille: Julien, de man van Florence
- Vincent Furic: Nicolas, de ambitieuze collega van Florence
- Mélanie Malhère: Mélanie
- Christophe Briand: de ambachtsman
- Philippe Duclos: de baas van de verzekeringsmaatschappij
- Carole Franck: de advocate, vriendin van Florence
- Joseph Malerba: Victor